# Champagnac-la-Noaille
Pour les articles homonymes, voir Champagnac.
Champagnac-la-Noaille (Champanhac-la-Noalha en occitan) est une commune française située dans le département de la Corrèze en région Nouvelle-Aquitaine.
Ses habitants sont appelés les Champagnacois.

## Géographie
La commune est arrosée par le Doustre.

### Communes limitrophes
Les communes limitrophes sont  Clergoux, Eyrein, Lafage-sur-Sombre, Marcillac-la-Croisille, Montaignac-sur-Doustre et Saint-Pardoux-la-Croisille.

### Climat
Pour des articles plus généraux, voir Climat de la Nouvelle-Aquitaine et Climat de la Corrèze.
Historiquement, la commune est exposée à un climat montagnard.  
En 2020, Météo-France publie une typologie des climats de la France métropolitaine dans laquelle la commune est exposée à un climat de montagne et est dans la région climatique  Ouest et nord-ouest du Massif Central, caractérisée par une pluviométrie annuelle de 900 à 1 500 mm, maximale en automne et en hiver.
Pour la période 1971-2000, la température annuelle moyenne est de 10,4 °C, avec  une amplitude thermique annuelle de 15,1 °C. Le cumul annuel moyen de précipitations est de 1 254 mm, avec 13,3 jours de précipitations en janvier et 8,3 jours en juillet. Pour la période 1991-2020, la température moyenne annuelle observée sur la station météorologique la plus proche, située sur la commune de Marcillac-la-Croisille à 4 km à vol d'oiseau, est de 10,8 °C et le cumul annuel moyen de précipitations est de 1 318,8 mm,. Pour l'avenir, les paramètres climatiques de la commune estimés pour 2050 selon différents scénarios d’émission de gaz à effet de serre sont consultables sur un site dédié publié par Météo-France en novembre 2022.

## Urbanisme

### Typologie
Au 1er janvier 2024, Champagnac-la-Noaille est catégorisée commune rurale à habitat très dispersé, selon la nouvelle grille communale de densité à 7 niveaux définie par l'Insee en 2022.
Elle est située hors unité urbaine. Par ailleurs la commune fait partie de l'aire d'attraction de Tulle, dont elle est une commune de la couronne,. Cette aire, qui regroupe 43 communes, est catégorisée dans les aires de moins de 50 000 habitants,.

### Occupation des sols
L'occupation des sols de la commune, telle qu'elle ressort de la base de données européenne d’occupation biophysique des sols Corine Land Cover (CLC), est marquée par l'importance des forêts et milieux semi-naturels (79 % en 2018), une proportion sensiblement équivalente à celle de 1990 (78,9 %). La répartition détaillée en 2018 est la suivante :
forêts (76,5 %), prairies (12,7 %), zones agricoles hétérogènes (7,4 %), milieux à végétation arbustive et/ou herbacée (2,4 %), eaux continentales (0,9 %).
L'évolution de l’occupation des sols de la commune et de ses infrastructures peut être observée sur les différentes représentations cartographiques du territoire : la carte de Cassini (XVIIIe siècle), la carte d'état-major (1820-1866) et les cartes ou photos aériennes de l'IGN pour la période actuelle (1950 à aujourd'hui).

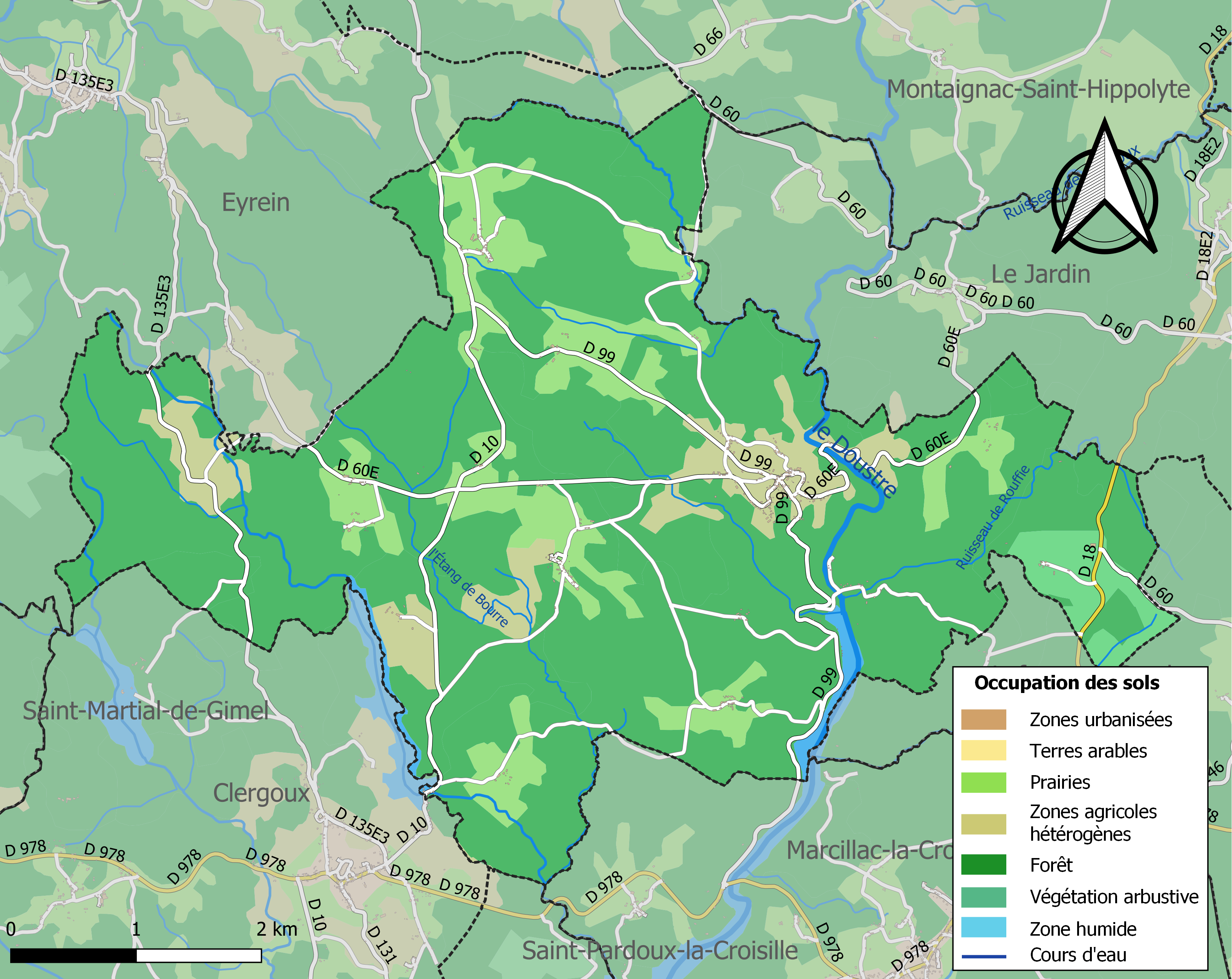
Carte des infrastructures et de l'occupation des sols de la commune en 2018 (CLC).

### Risques majeurs
Le territoire de la commune de Champagnac-la-Noaille est vulnérable à différents aléas naturels : météorologiques (tempête, orage, neige, grand froid, canicule ou sécheresse), feux de forêts et séisme (sismicité très faible). Il est également exposé à un risque particulier : le risque de radon. Un site publié par le BRGM permet d'évaluer simplement et rapidement les risques d'un bien localisé soit par son adresse soit par le numéro de sa parcelle.

#### Risques naturels

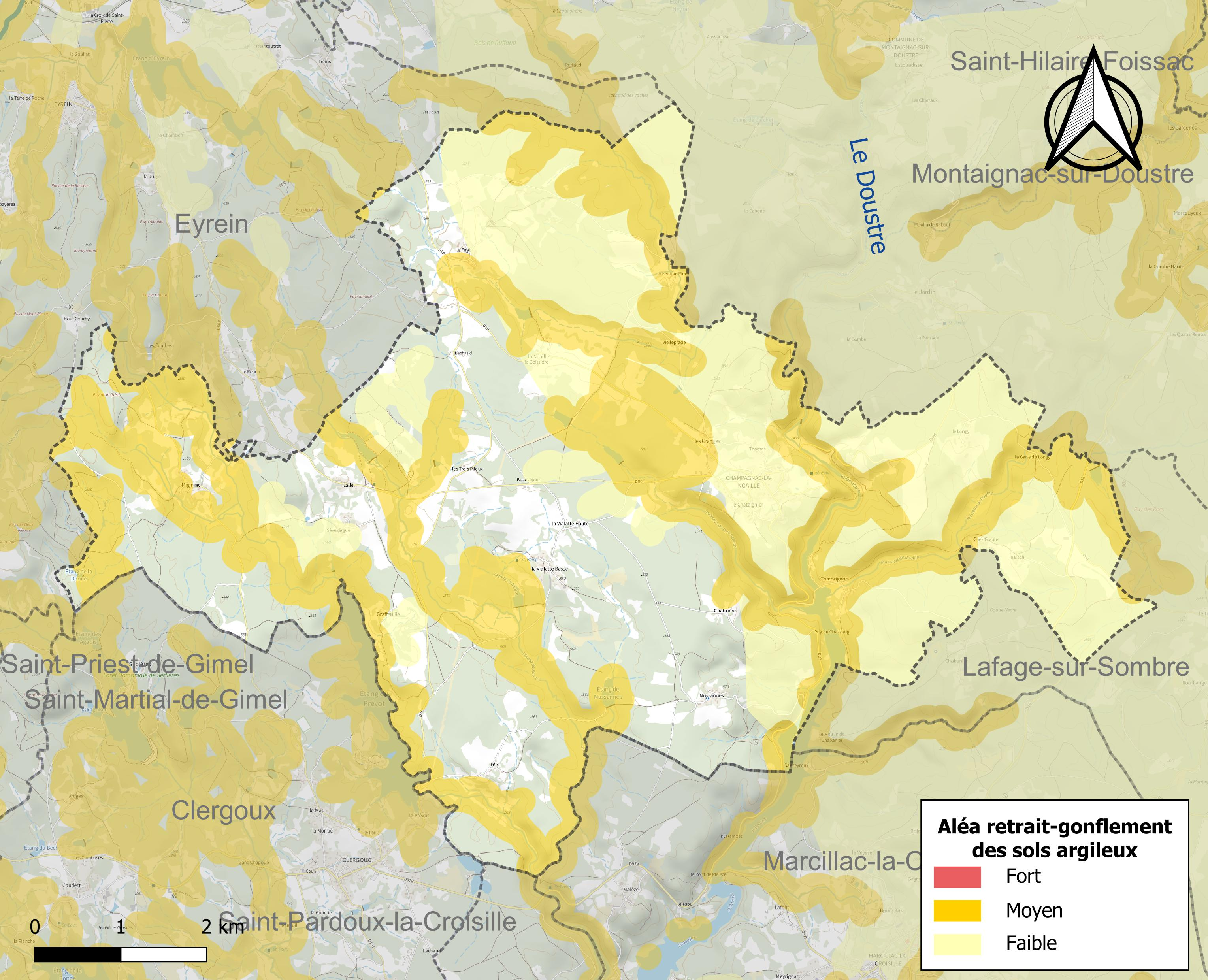
Carte des zones d'aléa retrait-gonflement des sols argileux de Champagnac-la-Noaille.

Le retrait-gonflement des sols argileux est susceptible d'engendrer des dommages importants aux bâtiments en cas d’alternance de périodes de sécheresse et de pluie. 39,6 % de la superficie communale est en aléa moyen ou fort (26,8 % au niveau départemental et 48,5 % au niveau national). Sur les 219 bâtiments dénombrés sur la commune en 2019,  66 sont en aléa moyen ou fort, soit 30 %, à comparer aux 36 % au niveau départemental et 54 % au niveau national. Une cartographie de l'exposition du territoire national au retrait gonflement des sols argileux est disponible sur le site du BRGM,.
Concernant les feux de forêt, aucun plan de prévention des risques incendie de forêt (PPRIF) n’a été établi en Corrèze, néanmoins le code de l’urbanisme impose la prise en compte des risques dans les documents d’urbanisme. Le périmètre des servitudes d'utilité publique et des zones d'obligation légale de débroussaillement pour les particuliers est quant à lui défini pour la commune dans une carte dédiée. 

#### Risque particulier
Dans plusieurs parties du territoire national, le radon, accumulé dans certains logements ou autres locaux, peut constituer une source significative d’exposition de la population aux rayonnements ionisants. Certaines communes du département sont concernées par le risque radon à un niveau plus ou moins élevé. Selon la classification de 2018, la commune de Champagnac-la-Noaille est classée en zone 3, à savoir zone à potentiel radon significatif. 

## Toponymie
De Campanius -acum : domaine de Campanius, propriétaire de la villa gallo-romaine. L'origine gallo-romaine est confirmée par l'archéologie : vestiges aux Fontanelles, à Sévezergue, à la Femme Morte et à la Vialatte-Basse.
Le nom de Champagnac-la-Noaille tire son surnom (la Noaille) de la seigneurie[réf. nécessaire] qu'elle enfermait dans ses limites.
Pendant la Révolution, pour suivre le décret de la Convention, elle porta le nom de Champagnac-le-Doustre, du nom de la rivière qui la traverse : la Noaille évoquait le système féodal qui venait d'être aboli.

## Histoire
Au cours de la Révolution française, la commune porte les noms de Champagnac-la-Montagne et Champagne-le-Doustre.

## Politique et administration
| Période    | Période    | Identité                         | Étiquette | Qualité  |
| ---------- | ---------- | -------------------------------- | --------- | -------- |
| 1793       | 12-02-1794 | Jean-baptiste Lallé              |           |          |
| 12-02-1794 | 01-03-1794 | Jean-Baptiste Dubois             |           |          |
| 22-02-1794 | 04-07-1795 | Pierre Farges                    |           |          |
| 04-07-1795 | 04-04-1797 | Jean-louis Miginiac              |           |          |
| 04-04-1797 | 11-01-1799 | Jean-baptiste Dubois             |           |          |
| 11-01-1799 | 8-02-1799  | Jean Lallé                       |           |          |
| 1801       | 1812       | Jean-louis Miginiac              |           |          |
| 01-1813    | 03-1815    | Louis Lentilhac De Sédières (de) |           |          |
| 04-1815    | 05-1815    | Antoine Pranchère                |           |          |
| 06-1815    | 07-1815    | Jérôme Miginiac                  |           |          |
| 1815       | 1822       | Louis Lentilhac De Sédières (de) |           |          |
| 03-1822    | 01-1833    | Louis Passefond De Carbonat      |           |          |
| 1834       | 1841       | Gabriel Lallé                    |           |          |
| 04-1841    | 11-1848    | Pierre Ciriey                    |           |          |
| 11-1848    | 07-1857    | Jean-léonard Lallé               |           |          |
| 08-1857    | 07-1865    | Jean Chassaing                   |           |          |
| 09-1865    | 04-1871    | Joseph Pranchère                 |           |          |
| 05-1871    | 06-1871    | Jean-léonard Lallé               |           |          |
| 06-1871    | 05-1888    | Antoine Barbier                  |           |          |
| 06-1888    | 05-1900    | Jean-baptiste Dumond             |           |          |
| 05-1900    | 1929       | Jean Freyssac                    |           |          |
| 1929       | 08-1944    | Jean-baptiste Farnière           |           |          |
| 09-1944    | 05-1945    | Marcel Chenut                    |           |          |
| 05-1945    | 09-1946    | Jean-baptiste Farnière           |           |          |
| 1946       | 1953       | Baptiste Cinié                   |           |          |
| 1953       | 1959       | Albert Celle                     |           |          |
| 1959       | 1971       | Baptiste Cinié                   |           |          |
| 1971       | 1977       | Andrée Lair                      |           |          |
| 1977       | 1995       | Maurice Poujade                  |           |          |
| 1995       | mai 2005   | Michel Simandou                  |           |          |
| mai 2005   | mars 2014  | Jean-Marie Nard                  |           |          |
| mars 2014  | En cours   | Jean-Pierre Valadour             |           | Retraité |

## Démographie
| 1793 | 1800 | 1806 | 1821 | 1831 | 1836 | 1841 | 1846 | 1851 |
| ---- | ---- | ---- | ---- | ---- | ---- | ---- | ---- | ---- |
| 699  | 765  | 770  | 734  | 863  | 856  | 754  | 857  | 822  |

| 1856 | 1861 | 1866 | 1872 | 1876 | 1881 | 1886 | 1891 | 1896 |
| ---- | ---- | ---- | ---- | ---- | ---- | ---- | ---- | ---- |
| 810  | 701  | 712  | 697  | 705  | 731  | 711  | 750  | 791  |

| 1901 | 1906 | 1911 | 1921 | 1926 | 1931 | 1936 | 1946 | 1954 |
| ---- | ---- | ---- | ---- | ---- | ---- | ---- | ---- | ---- |
| 813  | 813  | 761  | 615  | 583  | 562  | 560  | 442  | 381  |

| 1962 | 1968 | 1975 | 1982 | 1990 | 1999 | 2006 | 2008 | 2013 |
| ---- | ---- | ---- | ---- | ---- | ---- | ---- | ---- | ---- |
| 351  | 315  | 293  | 258  | 221  | 190  | 215  | 222  | 234  |

| 2018 | 2022 | - | - | - | - | - | - | - |
| ---- | ---- | - | - | - | - | - | - | - |
| 228  | 230  | - | - | - | - | - | - | - |

## Culture locale et patrimoine

### Lieux et monuments
- Église Saint-Martin de Champagnac-la-Noaille

### Héraldique
| Blason de Champagnac-la-Noaille | Blason  | D'argent aux trois miroirs au naturel bordés de gueules. |
| Blason de Champagnac-la-Noaille | Détails | Le statut officiel du blason reste à déterminer.         |